# Камінь Алтья

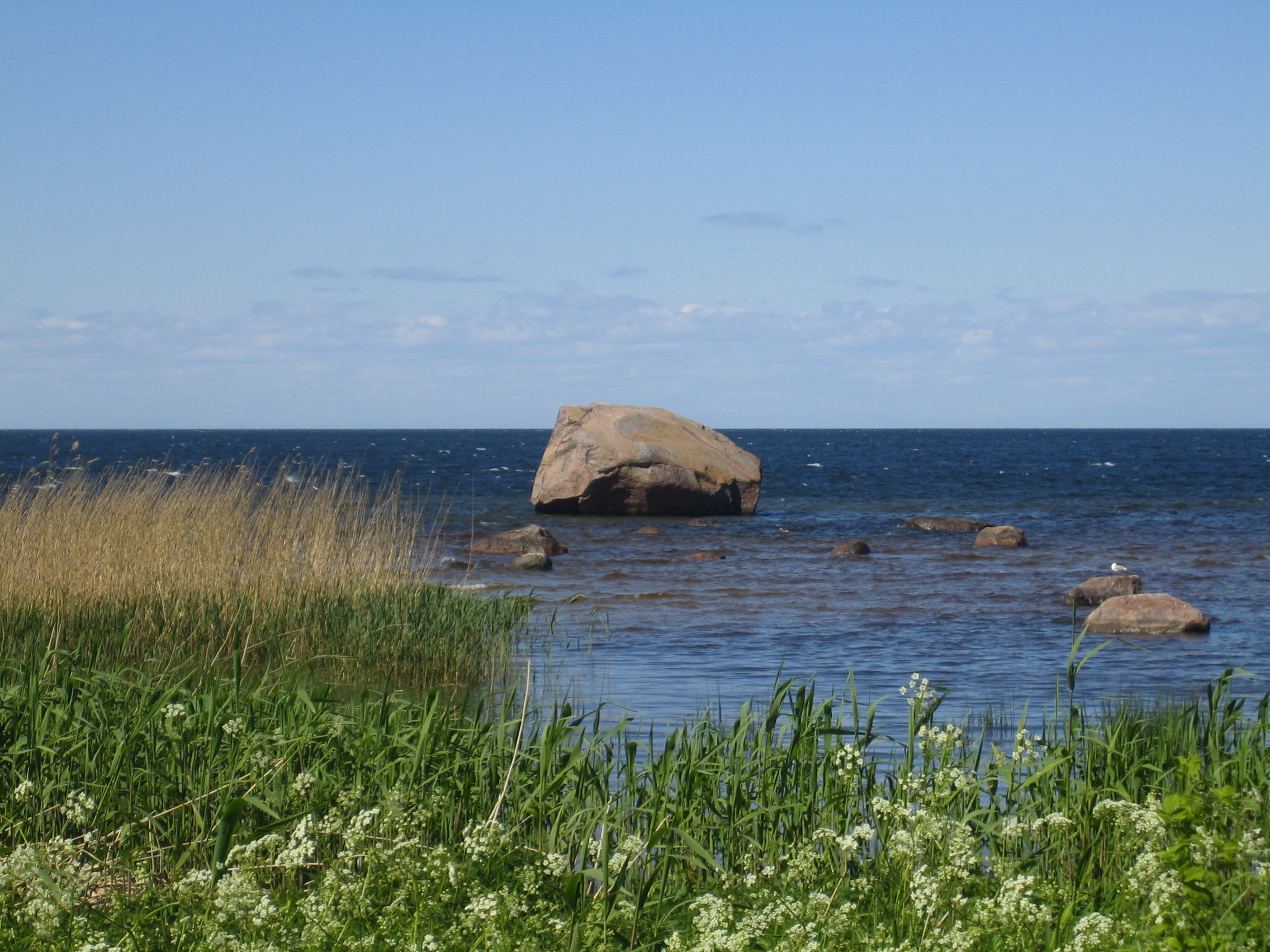
Камінь Алтья (2010)

Камінь Алтья (ест. Altja titekivi або Altja suurkivi) — ератичний валун, що розташований у національному парку Лахемаа неподалік села Алтья, повіт Ляяне-Вірумаа, волость Віхула. Природна пам'ятка розташована на мілководді на захід від села, неподалік від рибальських сараїв.
Камінь Алтья має окружність 22,6 метрів, довжину 4,4 м, ширину 4,8 м, та висоту 4,1 м, а його об'єм — 120 м³.
Існує місцева легенда, що всі діти Алтья походять від цього каменя.